# Need for Speed: ProStreet
Need for Speed: ProStreet (NFS:PS) és un videojoc de curses fet per Electronic Arts, el qual és l'últim de la saga de videojocs de curses, Need for Speed. Va ser anunciat oficialment el 31 de maig de 2007. La data oficial pel llançament a l'Amèrica del Nord és el 31 d'octubre de 2007, el llançament a la resta de mercat és pel novembre.

## Característiques

### Cotxes
(llista no oficial)
- 1999 Mitsubishi Eclipse - Imatge
- 1999 Mazda RX7 - Imatge
- 1970 Plymouth Barracuda - Imatge
- 1986 Toyota Corolla GT-S (AE86) (al fons de la imatge del Barracuda)
- 2007 Audi RS4 - Imatge Arxivat 2007-10-08 a Wayback Machine.
- 1999 Nissan Skyline R34 GT-R - Imatge Arxivat 2007-09-27 a Wayback Machine.

### Noies
Com és usual a la saga, el ProStreet també hi haurà alguns personatges reals al joc. Aquesta vegada, és Krystal Forscutt, un antiga participant en el Big Brother Australia i Sayoko Ohashi.